# 産業スパイ

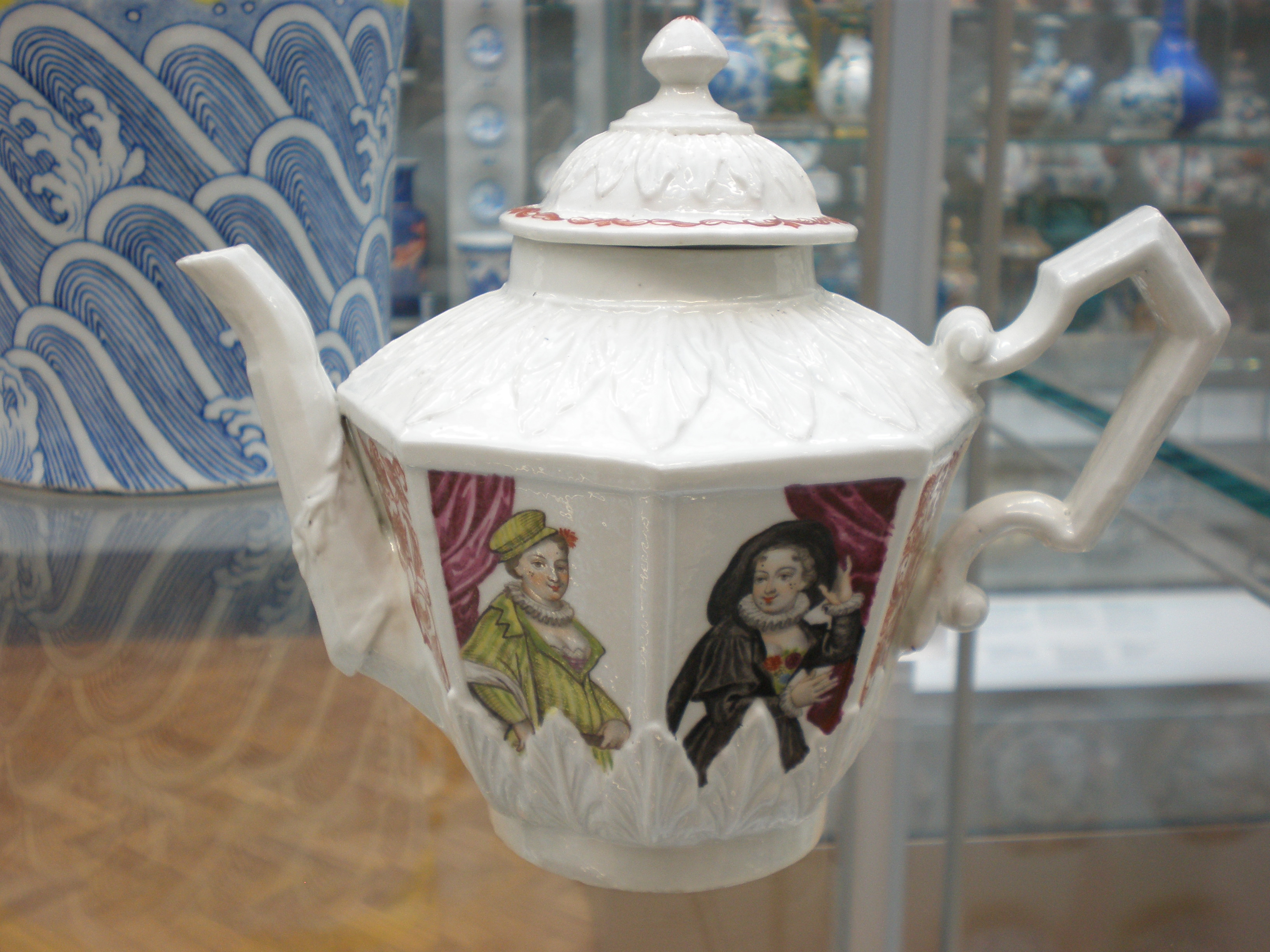
1725年ごろのヴェネツィアのヴェッツィ陶磁器工場で製作されたティーポット。ヴェッツィ兄弟が関わった一連の産業スパイ事件により、マイセン陶磁器の製造にかかわる秘密が広く知られるようになった。

産業スパイ（さんぎょうスパイ、英: industrial espionage）、経済スパイ（けいざいスパイ、economic espionage）、または、企業スパイ（きぎょうスパイ、corporate spying、corporate espionage）とは、純粋な国家安全保障の目的で行われる活動とは異なり、商業的な目的で行われる諜報活動である。
経済スパイは政府により指揮または編成され、国際的な範囲での活動であることに対し、産業スパイや企業スパイは、その多くが国内単位で発生し、会社や企業間で行われる。

## スパイ活動の形態
経済スパイや産業スパイ活動の目的は、端的にはターゲットとする組織などの情報を収集することである。収集する情報には、工業生産に係るアイデア、技術、プロセス、レシピや製法といった知的財産に関する情報、または、顧客情報のリスト、価格設定、研究調査、入札予定の情報や、企画、マーケティングに関する情報、製品の構成や生産工場といった、企業が占有している情報や運営に係る情報が含まれる。また、トレードシークレットの窃盗、賄賂や脅迫、テクノロジーによる監視といった活動を指すこともある。こうしたスパイ行為は、営利企業に対するものだけでなく、政府契約の入札の情報を収集する目的などで、政府をターゲットとすることもある。

## ターゲットとなる産業

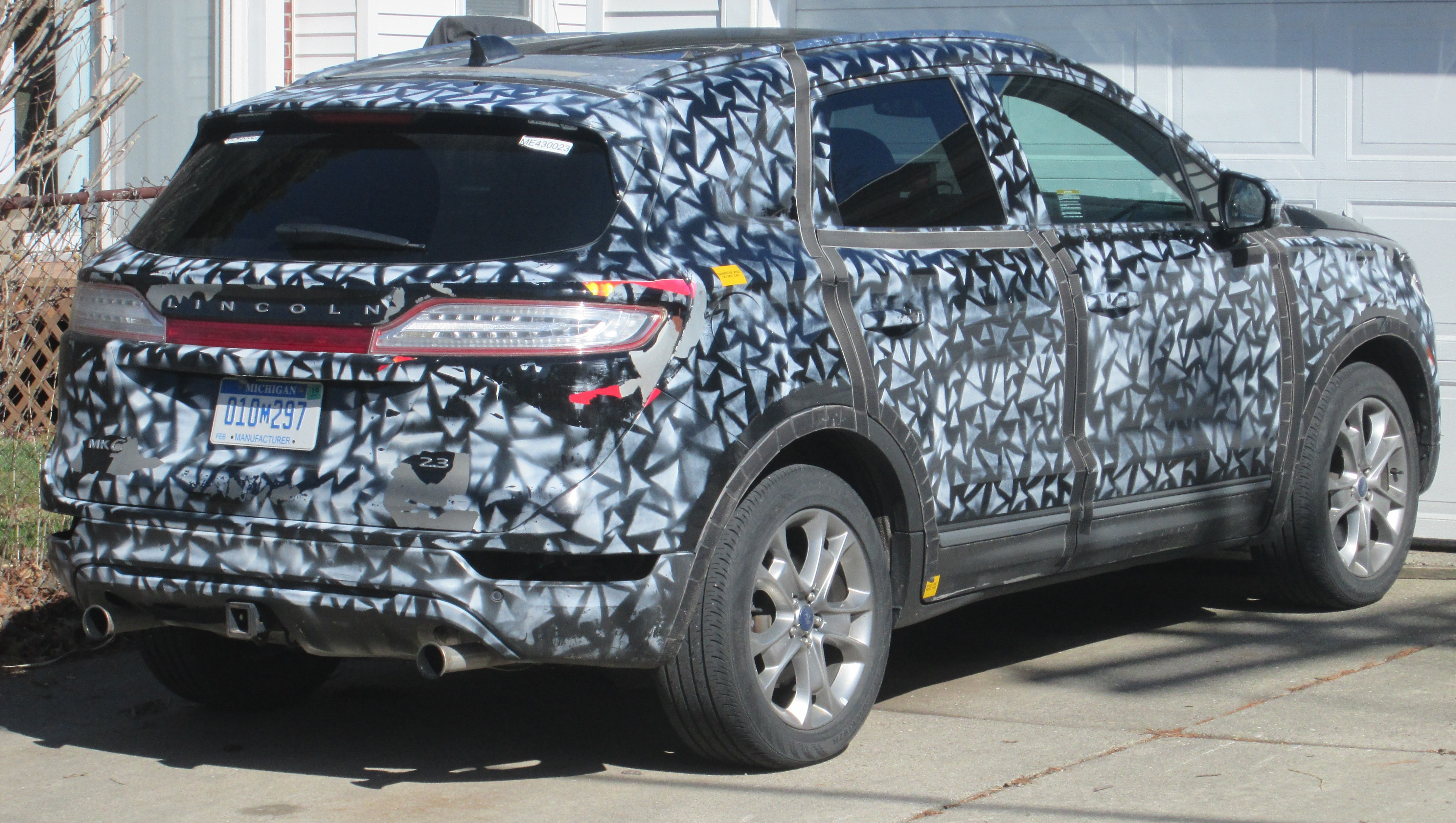
競合他社にデザインを盗まれないため、車体にカモフラージュが施された車輌。

経済スパイや産業スパイは、コンピュータソフトウェア、ハードウェア、生物工学、航空宇宙、通信、輸送とエンジン技術、自動車、工作機械、電気事業、材料工学とコーティングなど、テクノロジーに関連した産業で最も一般的である。シリコンバレーが、スパイ活動が最も盛んな地域として知られているが、競合する企業に関する有用な情報を持つあらゆる産業がターゲットとなる可能性がある。

## 情報の盗用と妨害行為
情報は市場における成否を握る。つまり、自社のトレードシークレットが盗まれれば、その競争条件は同等、または、競合他社が有利となることもある。多くの場合、情報収集はコンペティティブ・インテリジェンスにより合法的に行われるものの、他社から盗み出す方法が最善であると感じる可能性もある。情報により生計を立てるあらゆる企業にとって、経済スパイや産業スパイは脅威となる。
近年、経済スパイや産業スパイの定義は拡大している。例えば、企業への妨害工作も産業スパイと見做されることがあり、もともとの産業スパイ持つ意味合いから、広義に解釈されるようになった。スパイ活動と破壊活動における、明確な相互作用は、いくつかの政府、企業によるプロファイリング研究でも実証されている。アメリカ合衆国政府では、現在「Test of Espionage and Sabotage（TES）」（→スパイ活動と破壊活動のテスト）というポリグラフ検査が行われており、スパイ活動と破壊活動対策の相互関係の考え方に寄与している。

## 情報収集のプロセス
経済スパイや産業スパイは主に2つの目的により発生する。1つは、会社に不満を持つ従業員による、金銭目的、または、会社に損害を与える目的で行われる情報の持ち出し、もう1つは、競合他社や外国政府による、技術的、財政的利益追求の情報収集である。「モグラ (英: Mole)」つまり信頼できる内部関係者は、一般的に、産業スパイや経済スパイの最良の情報源であると考えられている。歴史的に"patsy"（→カモ）と呼称される内部関係者は、自発的、または強要により、情報提供を誘導される。"patsy"は、最初に些末な情報の引き渡しを要求され、一度でも情報漏えいの不法行為に手を染めると、より機密性の高い情報を引き渡すように脅迫が行われる。個人で行われる場合、別の会社への転職に合わせて、機密情報を持ち出すこともある。このような明確なスパイ行為は、数多くの産業スパイ事件で注目され、法廷闘争を引き起こしている。
スパイ活動に自国の諜報機関を用いず、一個人を雇う国もある。学者、ビジネスの代表者や学生は、政府が情報収集のために利用していると頻繁に考えられてきた。日本といった一部の国では、学生が海外から帰国するときにフィードバックを得られることを期待しているとする報告もある。工場のガイドツアー参加後に「迷子になった」人、また、技術者、メンテナンス作業員、清掃員、保険のセールスや検査官など、ターゲットに合法的に侵入可能なあらゆる人が、スパイになる可能性がある。
スパイは、敷地に侵入後データを盗み出し、あるいは「ダンプスター・ダイビング」（→ゴミ漁り）と呼ばれる、紙くずやごみの探索が行われることがある。ほかにも、一方的な情報の要求やマーケティング調査、テクニカルサポートの利用、リサーチの利用、ソフトウェア機能の利用を通じて、情報漏洩が起こることがある。また、外部の提携生産工場より、契約で合意されたもの以外の情報が要求されることもあり得る。
近年のコンピュータの発展により、デバイスへの物理的な接触や、インターネットを通じて、大量の情報へのアクセスが可能になったことで、情報収集のプロセスは容易となってきている。

## 歴史

### 起源

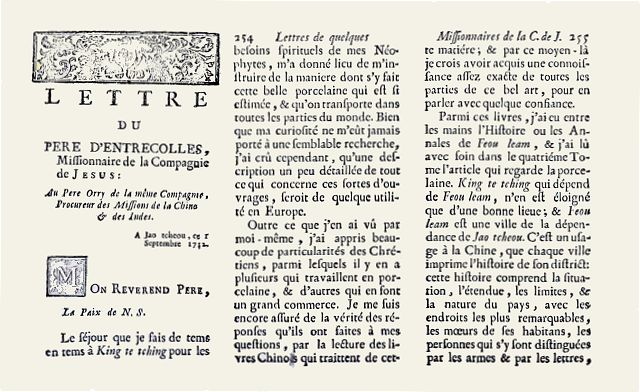
1712年のフランス人宣教師フランソワ・グザヴィエ・ダントルコールの手紙の一部。

経済スパイおよび産業スパイの起源は古く、1712年に中国の景徳鎮市を訪れたフランソワ・グザヴィエ・ダントルコール神父が中国の陶磁器の製造方法をヨーロッパに伝えたことは、初期の産業スパイの事例の1つとされることがある。
イギリスとフランス間で発生した産業スパイについては、歴史的記述が残されている。18世紀の20年間で、イギリスが「産業の債権者」として台頭したことに起因し、イギリスの産業技術をフランスに密かに持ち出そうとする、大規模かつ国家支援の活動が行われた。これには、職人の海外への勧誘、加えて、イギリスに見習いを置くといった活動が証言されている。こうした熟練職人の海外への流出に対して抗議の動きが高まり、経済スパイおよび産業スパイ行為を防止することを目的としたイギリス初の法律へと繋がっていった。こうした動きも、サミュエル・スレーターが1789年にイギリスの繊維技術をアメリカ合衆国に持ち出すことを防ぐには至らなかった。18世紀から19世紀のアメリカ政府は、ヨーロッパ列強国の技術的進歩に追いつくため、積極的に知的財産の海賊行為を奨励していた。
アメリカ建国の父であり、初代財務長官であるアレクサンダー・ハミルトンは「並外れた価値を持つ、改善点と秘密」をアメリカにもたらす者に報いることを主張し、アメリカが産業スパイの温床となることを後押しした。

### 20世紀
第一次世界大戦後、東西の商業開発を契機に、アメリカとヨーロッパの製造業のノウハウに対するソビエト連邦の感心が高まり、アムトルグ貿易会社が利用された。その後、西側諸国のソビエト連邦への軍事利用可能な品目の輸出制限により、1980年代までのソビエト連邦の産業スパイ活動は、他のスパイ活動に付加的に行われていることが明確となった。1984年8月のアメリカのコンピュータ雑誌『バイト』は、ソビエト連邦は独自のマイクロエレクトロニクスの開発を試みているが、その技術は西側よりも数年遅れのもののようであり、ソビエト連邦のCPUは、数年前のインテルやDECのCPUといったアメリカ製品に酷似し、あるいは完全なるコピーのようであると報じた。

#### ブリュンヒルデ作戦
こうしたスパイ活動の一部は、東ドイツのシュタージ（国家保安省）を通じて指示された。作戦の1つである「ブリュンヒルデ作戦」は、1950年代半ばから1966年の初めまで行われ、多数の東側諸国からのスパイが動員され、少なくとも20回の潜入を経て、多くの西ヨーロッパの産業機密が漏洩した。この作戦のメンバーの一人がブリュッセルに住む化学技術者、ジャン＝ポール・スーペール博士であった。MI5の主席科学官であるピーター・ライトは著書『スパイキャッチャー』で、スーペール（コードネーム"Air Bubble"）がベルギーの国家安全保障局の「二重スパイ」であり、ロシアの工作員がコンコルドの高度な電子システムの詳細を盗み出した事件など、組織によって行われた産業スパイの情報を明らかにしたと記述している。
2020年のAmerican Economic Reviewの調査では、こうした西ドイツにおける東ドイツの産業スパイ活動の結果、両国間の全要素生産性の格差は大きく縮小したことが示された。

#### ソビエト連邦のspetsinformatsiyaシステム
1979年から1980年のソビエト連邦軍事産業委員会（VPK）の秘密の報告書では、12の異なる軍事産業分野においてspetsinformatsiya（ロシア語: специнформация, 「特殊情報」）をどのように利用可能であるかが詳述されていた。フィリップ・ハンソンによる原子力科学者会報への寄稿では、12の産業支部省庁が軍事計画における技術開発を支援するための、情報の要求に関して策定されたspetsinformatsiyaシステムについて記述している。収集計画は、毎年3,000のタスクとともに、2年または5年サイクルで運用され、石油化学産業といった民間および軍事産業をターゲットとしていた。ただし、ソビエト連邦の技術の進歩との比較のため、競合する他国の情報も収集され、多くの非機密情報も含まれたため「コンペティティブ・インテリジェンス」との区別が曖昧となった。
こうしたシステムにより、ソビエト連邦軍は、産業技術の再現や開発実績に乏しい民間産業よりも、情報を活用していると認識されていた。

### 冷戦時代の遺産
ソビエト連邦が崩壊し、冷戦が終結すると、アメリカ合衆国議会の諜報特別委員会などの機関は、西側諸国と旧共産主義国が「失業した」スパイを用いて、軍事目的から産業目的へと方向性を転換し、産業目的の情報を盗むことを計画していると、スパイ活動の拡大を指摘した。
こうした諜報員だけではなく、コンピュータデータベース、スパイバグと呼ばれる盗聴装置やスパイ衛星などのスパイ装置が冷戦時代の遺産として引き継がれていった。

### アメリカの政策としてのスパイ
ニュースサイトのtheintercept.comの記事では「他国のハイテク産業やトップ企業に対する潜在的な妨害行為は、アメリカの戦略として長期間にわたり認められてきた」と述べられている。この記事は、ジェームズ・クラッパー元国家情報長官の事務所がリークした報告書を基に構成され、アメリカの技術的、革新的な優位性の喪失を克服するため、諜報機関をどのように使用できるかの論理的シナリオを評価している。また、記事の中でクラッパーの報告書にアメリカの産業スパイの実態が含まれていないことを政府に問い合わせており、政府のスポークスマンは「アメリカが企業の利益のために産業スパイを行うことはない」と回答したうえで「インテリジェンス・コミュニティーは、将来的な世界的情勢に係る問題などを特定し、アメリカ政府がどのように対応すべきかを分析的な演習を行うものであり、報告書には現在の政策や運用が反映されていない」と述べた。
2000年、元CIA長官のジェームズ・ウールジーは「スパイ活動、通信、偵察衛星」を用いて、外国の企業や政府の経済的な機密情報を盗んでいることを認めたうえで、スパイ行為は、アメリカの産業に対して機密情報を提供する目的ではなく、「経済制裁が機能しているかの調査、大量破壊兵器の生産に流用可能な軍民両用の技術の監視、海外腐敗行為防止法に係る贈収賄の発見」といった目的であると語った。
2013年、アメリカによるブラジルの石油会社ペトロブラスへのスパイ行為が告発された。これに対し、ブラジル大統領のジルマ・ルセフは「ペトロブラスは安全保障上の脅威ではない。これは産業スパイ行為に等しく、その行為の正当性はない」と述べた。
2014年、アメリカ諜報機関の元局員エドワード・スノーデンは、アメリカの国家安全保障局がアメリカ企業と競合するドイツ企業に対して、産業スパイ行為を行っていることを告発した。
2019年9月、セキュリティ企業の奇安信（Qi An Xin）は、2012年と2017の中国の航空企業をターゲットにした攻撃について、CIAを関連付ける報告書を発表した。

### イスラエルによるアメリカでの経済スパイ
イスラエルによるアメリカ国内での機密情報の収集計画が積極的に進められている。こうした活動は、主にイスラエルの大規模な軍事産業で利用可能な軍事システムと、高度なコンピュータアプリケーションに関する情報を取得することを目的としており、アメリカ政府は、イスラエルがアメリカの軍事技術や機密情報を、中国へ売り渡していると非難している。
2014年、アメリカの防諜局員は、下院司法委員会と外務委員会のメンバーに対し、イスラエルのアメリカ国内におけるスパイ活動は「他国とは比較にならないほど図抜けたもの」であると語った。

## コンピュータとインターネット

### パーソナルコンピュータ
コンピュータは、膨大な情報量を保存可能であり、コピーや送信も容易なことから、産業スパイの達成における鍵となっている。1990年代に入ると、コンピュータを利用した活動は急増した。一般的には、清掃員や修理業者などの関係企業の従業員を装った個人により、無人のコンピュータにアクセスするといった方法で情報のコピーが行われる。ノートパソコンは、年代を問わず、主要なターゲットとされており、仕事で海外へ出張する際には、片時も離れないように警告がなされている。スパイ行為の実行者は、無防備な個人を騙し、ターゲットから離れるように仕向けるために、様々な方法を用いることが知られているが、多くは一時的なものであり、この間に別の実行者がターゲットにアクセスし、盗むことを可能にしている。

### インターネット
インターネットやコンピュータネットワークが進歩したことにより、利用可能な情報の範囲や要素が拡がり、産業スパイの目的でのアクセスも容易となった。この種類のスパイ行為は、特定された「個人情報、財務情報、資源解析情報へのアクセス」が、サイバー犯罪者や個人のハッカーがアクセスできる範囲を超えているため、一般的には国家による支援や後援があると認識される。また、機密性の高い軍事、防衛、その他の産業の情報は、速やかに現金化することができないため、犯罪者にとって価値が低い可能性もある。サイバー攻撃の分析により、ネットワークへの深い知見がうかがい知れ、また、標的型攻撃を伴うことで、持続的に組織化され活動している多くの人間が係わっていることが分かる。

### 破壊活動
インターネットの普及は、破壊活動を目的とした産業スパイの拡大にも繋がっている。2000年代初頭、エネルギー企業がハッカーから攻撃を受ける機会が増大していることが注目された。かつてはスタンドアローンで運用されていた、送電網や水流の監視などを担う電力システムは、現代ではインターネットに接続されているものの、その歴史的経緯からセキュリティ対策が万全とは言い難いものとなっている。こうした破壊活動目的の産業スパイは、テロリスト集団や敵対的な外国政府により行われる可能性があり、政府にとってますますの懸念材料となっている。

### マルウェア
産業スパイの手段の1つとして、コンピュータソフトウェアの脆弱性を悪用する方法がある。マルウェアやスパイウェアは「トレードシークレット、経営計画や連絡先などの情報のデジタルコピーを送信させる」という点において「産業スパイの道具」となる。また、携帯電話を乗っ取り、カメラや録画機能を用いて情報を送信させる新たなマルウェアも登場している。知的財産に対するこれらの攻撃に対応するため、企業は重要な情報をネットワークから隔離する「エアギャップ」を用いる、また、電磁波や携帯電話の電波を遮断するファラデーケージを構築する企業もある。

### 分散型サービス拒否（DDoS）攻撃
分散型サービス拒否（DDoS）攻撃は、不正アクセスしたコンピュータシステムなどを用いて、ターゲットとするシステムへ大量のリクエストを流し込み、システムをダウンさせる、または、他のユーザへのサービスを不能にする行為であり、破壊活動を目的とした経済、産業スパイに利用される可能性がある。また、2007年5月、ソビエト連邦時代の戦争記念碑の撤去を受け、ロシアの諜報機関が2週間にわたりエストニアに対して行ったサイバー攻撃において、DDoS攻撃が使用されたと見られている。

## 主な産業スパイの事例

### イギリス東インド会社
1848年、イギリス東インド会社は、中国茶を海外へ密輸し、茶の製造過程を模倣することで、清による茶の生産市場の準独占状態を打ち崩した。それまでイギリス帝国は、中国からの茶などの輸入により、多額の貿易赤字を抱えていた。イギリス帝国はアヘンの取引により赤字の是正を図ったものの、道光帝がアヘン取引を禁止したことでアヘン戦争が勃発、茶の取引が困難となった。この問題を回避するため、東インド会社はスコットランドの植物学者ロバート・フォーチュンを中国へ派遣、フォーチュンは中国の貴族を装い、トレードシークレットと移植用のチャノキを入手。次いで、製茶工場へ潜入、製茶工程を記録し、茶葉と種を東インド会社へと密輸した。こうして持ち込まれたチャノキはインド中に拡大し、インドは中国を抜き世界最大の茶生産国となった。

### IBM産業スパイ事件
1982年に日本のコンピューターメーカー複数社が、アメリカIBM社に対して行なった産業スパイ事件。
連邦捜査局によるおとり捜査で事件が発覚した。

### フランスとアメリカ
1987年から1989年にかけて、IBMとテキサス・インスツルメンツは、フランスのBullを支援する目的で、1993年のアメリカの航空宇宙企業も、フランス企業の利益のために、それぞれ産業スパイの標的にされたと見られている。1990年代初頭、フランスは、外国の産業および技術上の機密を獲得するためのスパイ活動を最も積極的に行った国の1つとしてアメリカの諜報機関より言及されており、アメリカの航空力学および人工衛星の企業に対し、継続的な産業スパイ活動が行われたと見られている。

### フォルクスワーゲン
1993年、ゼネラルモーターズの子会社で、ドイツ地区を担当する自動車メーカーであるオペルは、生産責任者などの幹部7名がフォルクスワーゲンへ移籍した後、フォルクスワーゲンを産業スパイであると非難し、対するフォルクスワーゲンはオペルを名誉毀損で訴えると対抗したため、4年に及ぶ法廷闘争へと発展した。最終的に1997年に終結した、この事件は、産業スパイ行為への明示的な謝罪はなかったものの、フォルクスワーゲンがゼネラルモーターズへ1億ドルを支払ったうえで、7年間で10億ドル以上の自動車部品を購入することで和解し、産業スパイ事件史上、最大規模の和解事例となった。

### ヒルトンとスターウッド
2009年4月、スターウッド・ホテル&リゾートは、ライバルのヒルトン・ワールドワイドに対し「大規模な」産業スパイ行為があったと提訴した。ヒルトンはブラックストーン・グループに買収された後、スターウッドから10名のマネージャーとエグゼクティブを雇用、スターウッドは、ラグジュアリーブランドのコンセプトについての機密情報が盗まれ、それがDenizenホテル設立の際に流用されたと告発した。具体的には、スターウッドのラグジュアリーブランドグループの元責任者が個人的なメールアカウントを利用して「極めて大量のドキュメント」をノートパソコンへ盗み出したと主張している。

### Googleとオーロラ作戦
2010年1月10日、Googleは、中国国内からGoogle Chinaのシステムへと侵入され、知的財産、特に人権活動家のメールアドレスへのアクセスがあったことを発表した。この攻撃は、オーロラ作戦と呼ばれ、中国国内での企業に対する広範囲なサイバー攻撃の一部であったと考えられている。攻撃者は、マイクロソフトのブラウザInternet Explorerの脆弱性を悪用しゼロデイ攻撃を仕掛けたと見られ、トロイの木馬ウイルス「Hydraq」の亜種がマルウェアとして使用された。また、未知の脆弱性が利用されることを懸念し、ドイツ政府とフランス政府から、Internet Explorerの使用を中止するよう警告が出された。
Googleの発表後、Google Chinaの従業員が社内ネットワークへのアクセスを拒否されるなど、内部関係者が関与しているとの憶測も流れた。2010年2月、アメリカ国家安全保障局の専門家は、コンピュータサイエンスの専門分野に関連する中国の2つの大学、上海交通大学と山東藍翔技師学院の関与を主張。特に後者の職業学校は中国人民解放軍とも密接な関係性があった。
また、Googleは、少なくとも20の他の企業もサイバー攻撃の標的とされていたと主張し、ロンドン・タイムズは一連のサイバー攻撃について「防衛関連企業、金融、テクノロジー企業」を含む企業をターゲットとして「被害者から無自覚に機密情報を盗み取ろうとする野心的で洗練された試み」の一部であったと報じた。また、その攻撃の巧妙さのレベルから、個人や犯罪組織といった単位ではなく「国家規模で行われた、より典型的」なものであると考えられた。一部のコメンテーターは「中国経済活性化のためのハイテク情報」を目的とした中国の産業スパイ活動の一環ではないかと推論している。

### 大日本印刷事件
1964年（昭和39年）2月26日、東京地方検察局は日系ロシア人3人を逮捕。大日本印刷の機密書類を入手して同社を強請っていたもので、戦後日本における産業スパイ摘発第一号として報道された。

### かっぱ寿司事件
2022年（令和4年）9月末、かっぱ寿司の社長・田邊公己が、かつて勤めていたはま寿司の仕入価格や売り上げのデータを伝手を頼って不正に入手、自社で活用していたとして、不正競争防止法違反容疑で逮捕された。法人としてのかっぱクリエイトもやはり刑事処分を受けた。